# Tricentra brunneomarginata
Tricentra brunneomarginata là một loài bướm đêm trong họ Geometridae.